# Sint-Michielscollege (Brasschaat)

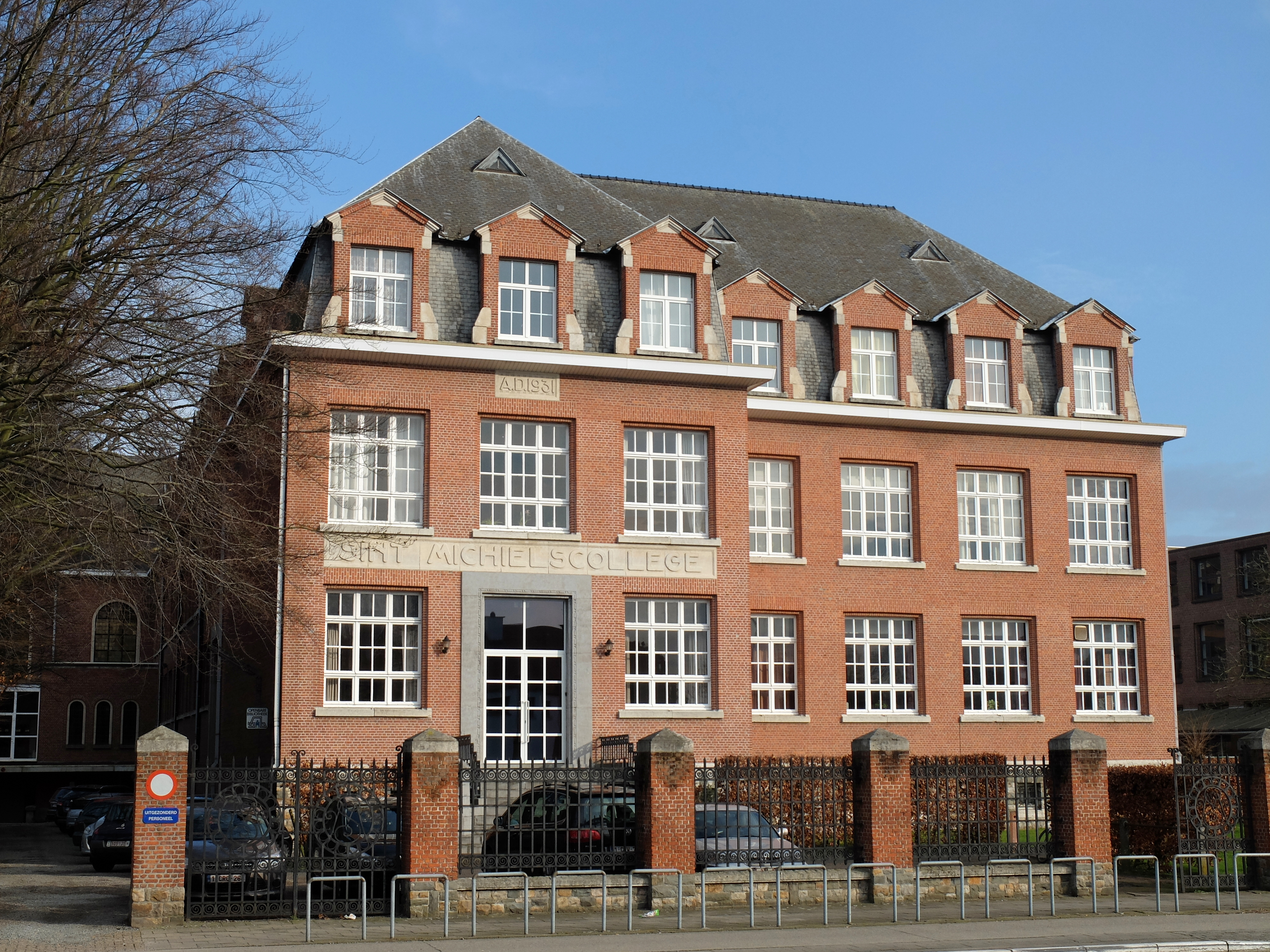
Sint-Michielscollege in Brasschaat

Het Sint-Michielscollege is een katholieke school aan de Kapelsesteenweg in de wijk Vriesdonk, gemeente Brasschaat in België.
De school werd gesticht door de paters Norbertijnen van Averbode in het jaar 1931 en was oorspronkelijk een internaat. Op 8 november van dat jaar opende de school zijn deuren voor jongens met een voorbereidende afdeling en een Latijnse klas. Een jaar later (in 1932) werd er een moderne afdeling gevormd om meer leerlingen te kunnen onderwijzen. Het internaat sloot de deuren in het schooljaar 1975-1976. Pas in 1986 werden ook meisjes tot de school toegelaten; zij mochten enkel de Latijnse richting volgen tot in de jaren 90. De school biedt lagere school en algemeen secundair onderwijs aan.
De oudste vleugels van het college zijn ontworpen door kanunnik Raymond A.G. Lemaire. De school liep zeer zware schade op bij het einde van de Tweede Wereldoorlog. In de gangen van het schoolgebouw zijn een aantal muurschilderingen van Alfred Ost. Het gebouw werd erkend als onroerend erfgoed en komt voor op de Brasschaatse monumentenlijst.

## Bekende alumni
- Pieter Abbeel
- Gerolf Annemans
- Gert Bettens
- Dries Buytaert
- Janice Cayman
- Mark Coenen
- Yannick Dangre
- Frans Daneels
- Philippe De Backer
- Jan Decleir
- Dirk de Kort
- Leo Delcroix
- Félix Denayer
- Geoffrey Enthoven
- Renée Eykens
- Admiral Freebee
- Jan Depreter
- Tom Vanstiphout
- Koen Geens
- Sébastien Godefroid
- Ludo Hellinx
- Ward Hulselmans
- Jan Lauwereyns
- Hugo Matthysen
- Jean-Marc Mwema
- Willem-Frederik Schiltz
- Eddy Snelders
- Oliver Symons
- Max Temmerman
- Gilles Van Bouwel
- Dirk Van Mechelen
- Christian Van Thillo
- Thomas Vermaelen
- Erik Vlaminck
- Dirk Wauters
- Steve Willaert
- Kim Vanreusel
- Jochem Vermeulen